# Министерство промышленности, энергетики и туризма Исландии
Министерство промышленности, энергетики и туризма Исландии несет ответственность за экономику Исландии. Оно разделило эту ответственность с Министерством по делам бизнеса (ответственного за банковскую деятельность в стране и торговлю) и Министерством рыбного хозяйства. С 2009 года ответственным министром является Катрин Юлиусдоттир из Социал-демократического альянса.